# 4057 Demophon
A 4057 Demophon (ideiglenes jelöléssel 1985 TQ) egy kisbolygó a Naprendszerben. Edward L. G. Bowell fedezte fel 1985. október 15-én.